# Вільшанка (притока Синюхи)
Вільшанка — річка в Україні, у Вільшанському районі Кіровоградської області, ліва притока Синюхи (басейн Південного Бугу).

## Опис
Довжина річки приблизно 4,5 км.

## Розташування
Бере початок у селищі Вільшанка. Тече переважно на південний захід і впадає у річку Синюху, ліву притоку Південного Бугу.